# پیر سبزپوش
پیر سبزپوش مربوط به دوره پهلوی است و در شهرستان بردسیر، روستای قنات سیر واقع شده و این اثر در تاریخ ۱۶ آبان ۱۳۷۹ با شمارهٔ ثبت ۲۸۷۵ به‌عنوان یکی از آثار ملی ایران به ثبت رسیده است.